# سیارک ۵۲۷۶
سیارک ۵۲۷۶ (به انگلیسی: 5276 Gulkis، نامگذاری:1987GK) پنج هزار و دویست و هفتاد و ششمین سیارک کشف شده‌است که در ۱ آوریل ۱۹۸۷ کشف شد.
قدر مطلق سیارک برابر ۱۲٫۹۰ است.